# Nyakibanda
Das Saint Charles Borromeo Major Seminary of Nyakibanda ist ein römisch-katholisches Priesterseminar im Sektor Gishamvu des Distrikt Huye in Südprovinz von Rwanda. Es liegt etwa 12 km von der Stadt Butare entfernt. Der Name leitete sich von der Bergkette Ibisi bya Nyakibanda ab, die oberhalb des Seminars liegt. Patron des Seminars ist der Heilge Karl Borromäus.
Das Große Seminar von Nyakibanda wurde 1936 gegründet. Es untersteht der Jurisdiktion der Bischofskonferenz von Ruanda, die wiederum dem Heiligen Stuhl in Rom untersteht, der durch die Dikasterium für die Evangelisierung vertreten wird.
Im Jahr 2007 absolvierten 186 Seminaristen den vierjährigen Kurs.